# Фестиваль мистецтв України
Фестиваль мистецтв України — всеукраїнська культурно-мистецька акція, відкрита для усіх напрямків і жанрів мистецтва, професійних та аматорських мистецьких колективів, окремих митців, що проводиться з метою сприяння розвитку академічного, традиційного народного та сучасного мистецтв, професійної та аматорської творчості, популяризації етнічних і культурних традицій регіонів України.
Фестиваль, започаткований починаючи з 2008 року Указом Президента України для сприяння розвитку академічного, традиційного народного та сучасного мистецтв, професійної та аматорської творчості, популяризації етнічних і культурних традицій регіонів України.
Пропозиції про започаткування фестивалю вносили Міністерство культури і туризму України та Національна рада з питань культури і духовності при Президентові України.
Організаторами Фестивалю є
- Міністерство культури і туризму України,
- Міністерство культури і мистецтв Автономної Республіки Крим,
- Головне управління культури і мистецтв Київської міської державної адміністрації,
- управління культури і туризму обласних та Севастопольської міської державних адміністрацій.

## Проведення
Впродовж 2008—2009 років кожна область України за підсумками відбіркових турів звітує в Національному палаці мистецтв «Україна», презентуючи найкращі зразки регіонального культурного розмаїття. У творчих звітах області беруть участь вибрані творчі колективи, які за задумом режисера концерту мають відтворити унікальну культурну палітру свого регіону.
Досвід фестивалю допоможе виявити тенденції мистецького руху, а також закласти нові підходи соціокультурного розвитку регіонів України на підставі критичного аналізу творчих звітів.
На Фестиваль запрошуються Президент України, Віце-прем'єр-міністр з гуманітарних питань, Міністр культури і туризму України з профільними заступниками та керівниками мистецьких відділів, а також керівники обласних управлінь культури та творча інтелігенція. В рамках творчого звіту кожного регіону Президент України вручає державні нагороди діячам культури і мистецтва регіонів України.
У 2008 році проведені місцеві та регіональні етапи Фестивалю, а у 2009 році в місті Києві проводиться заключний етап фестивалю.
В рамках фестивалю передбачено організувати експозицію виробів художніх промислів і ремесел регіонів України у Національному комплексі «Експоцентр України», а також гастрольні заходи учасників Фестивалю в Україні.